# 阿维莱
阿维莱（法語：Avilley）是法国杜省的一个市镇，属于贝桑松区（Besançon）鲁热蒙县（Rougemont）。该市镇总面积5.62平方公里，2009年时的人口为187人。

## 人口
阿维莱人口变化图示